# 416 هـ
416 هـ هي سنة في التقويم الهجري امتدت مقابلةً في التقويم الميلادي بين سنتي 1025 و1026.

## مواليد
- عبيد الله بن طاهر الحسني

## وفيات
- ابن الحذاء
- ابن النحاس

- محمد المستكفي بالله